# Erik Strand (idrottare)
Erik Strand, född 11 juli 1986 i Danderyd, är en svensk triathlet. 
Strand är medlem i landslaget. Han blev svensk och nordisk juniormästare 2004. Även svensk mästare på sprint och olympisk distans 2005. Han vann även Vansbrosimningen 2005. Delade på förstaplatsen i svenska cupen 2006 och vann U23 NM samma år. 2008 vann han SM på både sprint och olympisk distans.
World Triathlon listar han senaste tävling för juni 2011.